# 阿部昌樹
阿部 昌樹（あべ まさき、1959年7月15日‐ ）は日本の法学者（法社会学）。大阪市立大学教授。

## 来歴
群馬県高崎市に阿部家の長男として生まれる。京都大学大学院法学研究科を卒業したのち、1989年から1992年まで同大学職員、その後大阪市立大学助教授、2001年より教授を務める。

### 学歴
- 1978年 群馬県立高崎高等学校卒業
- 1983年 京都大学法学部法学科卒業
- 1986年 ノースウェスタン大学政治学研究科 法と政治学 修士課程修了
- 1989年 京都大学大学院法学研究科 基礎法学修士課程修了

### 職歴
- 1989年 京都大学法学部助手
- 1992年 大阪市立大学法学部助教授
- 2001年 同教授

#### 学会活動
- 2000年自治体学会編集部会員
- 2002年‐2006年同運営委員
- 2011年日本法社会学会事務局長

## 大阪都構想について
大阪、横浜、名古屋の3市立大学の連携事業で設置する大都市制度研究会のメンバーとして大阪日日新聞の取材に答えている。「府市で重複する施策は一元化される」としつつも、「一元化が唯一の方法ではない」としている。

## 著書
- 『ローカルな法秩序 法と交錯する共同性』（勁草書房 2002年）
- 『争訟化する地方自治』（勁草書房 2003年）
- 『自治基本条例 法による集合的アイデンティティの構築』木鐸社、2019.3

### 共編著
- 『司法改革の最前線』馬場健一,斎藤浩共編　日本評論社、2002.8
- 『交渉と紛争処理』 (Series law in action 3) 和田仁孝,太田勝造共編　日本評論社、2002.5
- 『法社会学の可能性』和田仁孝, 樫村志郎共編　法律文化社、2004.8
- 『グローバル化時代の法と法律家』佐々木雅寿, 平覚 共編　日本評論社、2004.2
- 『法と社会へのアプローチ』 (Series law in action 1)和田仁孝, 太田勝造共編　日本評論社、2004.10
- 『法の観察 法と社会の批判的再構築に向けて』和田仁孝, 樫村志郎,船越資晶共編　法律文化社、2014.7
- 『地方自治の基礎概念 住民・住所・自治体をどうとらえるか?』嶋田暁文,木佐茂男共編著, 太田匡彦,金井利之, 飯島淳子 著　公人の友社、2015.8
- 『縮小都市の政治学』加茂利男,德久恭子編, 砂原庸介,曽我謙悟,玉井亮子,林昌宏,待鳥聡史共著 岩波書店、2016.1
- 『新入生のためのリーガル・トピック50』和田仁孝共編　法律文化社、2016.3
- 『自治制度の抜本的改革 分権改革の成果を踏まえて』田中孝男, 嶋田暁文共編　法律文化社、2017.11
- 『スタンダード法社会学』佐藤岩夫共編著　北大路書房、2022.3
- 『現代日本の紛争過程と司法政策 民事紛争全国調査2016-2020』佐藤岩夫,太田勝造共編　東京大学出版会、2023.2

### 翻訳
- メイソン・キム『東アジア福祉資本主義の比較政治経済学 社会政策の生産主義モデル』全泓奎,箱田徹共監訳　東信堂、2019.2